# 治療意向分析法
治療意向分析法（英語：intention-to-treat analysis）是指隨機分派受試者；最終分析納入所有受試者，並以最初被分配的治療计划、而非最終所获的治疗为基础进行分析。使用这一分析法的研究人员希望能够避免在干预研究法中可能会产生的非随机受试者减少（磨损）的情况。